# DSA-247
La DSA-247 es una carretera perteneciente a la Red Secundaria de la Diputación Provincial de Salamanca que une la  SA-214  con la  SA-220 .
También pasa por la localidad de Valdefuentes de Sangusín.

## Origen y Destino
La carretera  DSA-247  tiene su origen en Valdefuentes de Sangusín en la intersección con la carretera  SA-214 , y termina en la intersección con la carretera  SA-220  en La Calzada de Béjar, formando parte de la Red de carreteras de Salamanca.